# Erlenbach, Heilbronn
Erlenbach là một xã ở huyện Heilbronn trong bang Baden-Württemberg phía nam Đức. Đô thị này có diện tích 12,73 km², dân số thời điểm 31 tháng 12 năm 2020 là 5129 người. Các đơn vị giáp ranh gồm: Heilbronn và Neckarsulm về phía tây, Eberstadt về phía đông và Weinsberg về phía đông nam.